# East Texas Hillbilly Jamboree
Das East Texas Hillbilly Jamboree, manchmal auch nur East Texas Jamboree genannt, war eine US-amerikanische Country-Sendung, die von KFRO aus Longview, Texas, gesendet wurde.

## Geschichte
Das East Texas Hillbilly Jamboree wurde erstmals am Abend des 8. Dezembers 1953 aus Longview gesendet. Im Durchschnitt dauerte eine Show zwei Stunden, von denen eine live über KFRO im Radio übertragen wurde. Die erste Show wurde mit Gaststar Claude Gray und den Road Runners im Rita Theater abgehalten. Als „A&R-Manager“ des Jamborees fungierte W.S. Samuels, der das „East Texas Hillbilly Jamboree Artist Bureau“ führte. Sammy Lillibridge, Mitarbeiter von KFRO, leitete die Sendung.
Die Musiker der Show stammten vor allem aus Texas. Der DJ Lee Rose war lange Zeit Mitglied, wie auch Bob Shelton und Mike Post. Zudem bestritten Stars wie Red Sovine, Johnny Horton oder Billy Walker regelmäßig Gastauftritte. Billboard berichtete mehrmals in ihren Ausgaben, dass das East Texas Hillbilly Jamboree sehr beliebt war.
Im Sommer 1954 wurde die Show von Sammy Lillibridge geschlossen, wurde ab Herbst aber wieder live übertragen. 1955 buchte Tommy Bell die Show für einige Auftritte an Wochenenden.

## Gäste und Mitglieder
- Johnny Horton
- Red Sovine
- Billy Walker
- Arlie Duff
- Bill Carlisle
- Claude Gray
- Bob Shelton
- Lee Rose
- Jerry Jericho
- Jimmie Lee Durden
- T. Tommy Cutrer
- Bob Stegall
- Johnny Rector
- Mike Post
- Johnny & Eunice Morrison
- Patricia Erwin
- Rhythm Masters